# Senj
Senj (tyska/ungerska: Zengg) är en kuststad och turistort i Kroatien vid Adriatiska havet mellan Rijeka och Zadar. Staden har 8 132 invånare och ligger i Lika-Senjs län.

## Historia
Senj var befolkad redan under förhistorisk tid. De första bosättarna var illyrerna. En bosättning kallad Attienities på platsen för dagens Senj nämns i ett grekiskt dokument från 300-talet f.Kr.. Romarna kallade senare bosättningen för Senia. Under 600-talet utförde avarerna räder mot staden och samma århundrade anlände kroaterna och bosatte sig i Senj. 1169 grundades ett katolsk stift i staden. 1184 skänkte den ungersk-kroatiska kungen Béla III staden till Tempelherreorden och 1271 hamnade Senj i den kroatiska adelsfamiljen Frankopans ägo. 1558 stod fästningen Nehaj färdig. Denna var tänkt att skydda staden från osmanerna. De många krigen med Osmanska riket varade fram till 1600-talet och många flyktingar i näromliggande områden sökte skydd i Senj. Staden Senj blev ett starkt fäste för uskokerna. Under den österrikiska förvaltningen på 1700-talet utvecklades staden. En väg byggdes till Karlovac. 1873 byggdes en järnväg som länkade Senj till Rijeka.